# 프스코프현

프스코프현의 국장

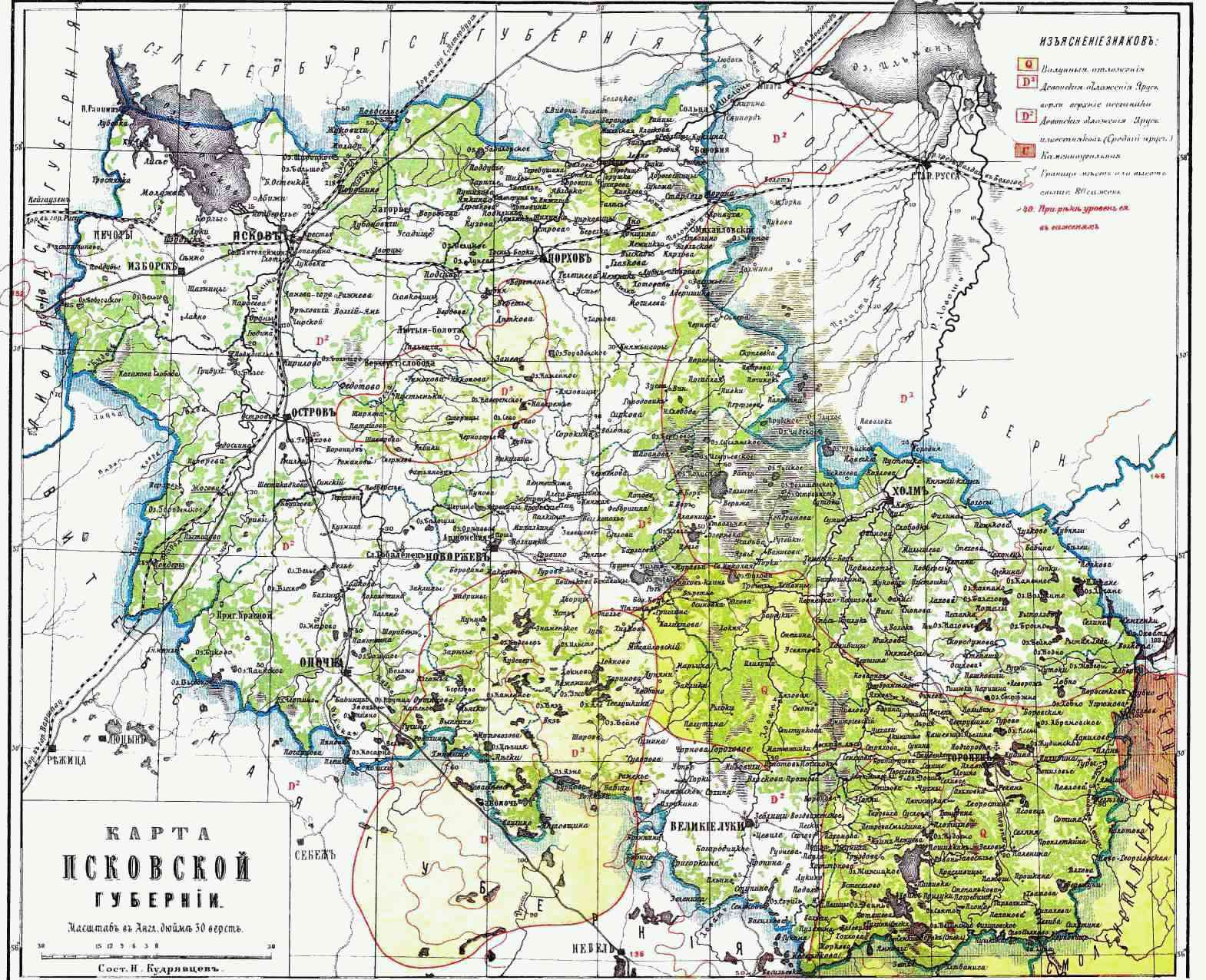
프스코프현의 지도

프스코프현(러시아어: Псковская губерния)은 1796년부터 1927년까지 존재했던 러시아 제국의 현으로 현도는 프스코프이며 면적은 43,194km2, 인구는 1,122,317명(1897년 당시 기준)이다. 현재의 러시아 프스코프주에 걸쳐 있었다.